# Auneau-Bleury-Saint-Symphorien
Auneau-Bleury-Saint-Symphorien est une commune nouvelle française créée le 1er janvier 2016, issue de la fusion des communes d'Auneau et de Bleury-Saint-Symphorien, situées dans le département d’Eure-et-Loir, en région Centre-Val de Loire.

## Géographie
Il convient de se reporter aux articles consacrés aux anciennes communes fusionnées.

### Localisation
Le chef-lieu de la commune nouvelle est Auneau.

### Climat
Pour des articles plus généraux, voir Climat du Centre-Val de Loire et Climat d'Eure-et-Loir.
En 2010, le climat de la commune est de type climat océanique dégradé des plaines du Centre et du Nord, selon une étude du CNRS s'appuyant sur une série de données couvrant la période 1971-2000. En 2020, Météo-France publie une typologie des climats de la France métropolitaine dans laquelle la commune est exposée à un climat océanique altéré et est dans la région climatique Sud-ouest du bassin Parisien, caractérisée par une faible pluviométrie, notamment au printemps (120 à 150 mm) et un hiver froid (3,5 °C).
Pour la période 1971-2000, la température annuelle moyenne est de 10,6 °C, avec une amplitude thermique annuelle de 14,7 °C. Le cumul annuel moyen de précipitations est de 637 mm, avec 10,7 jours de précipitations en janvier et 7,8 jours en juillet. Pour la période 1991-2020, la température moyenne annuelle observée sur la station météorologique de Météo-France la plus proche, sur la commune de Sainville à 9 km à vol d'oiseau, est de 11,3 °C et le cumul annuel moyen de précipitations est de 655,5 mm,. Pour l'avenir, les paramètres climatiques de la commune estimés pour 2050 selon différents scénarios d'émission de gaz à effet de serre sont consultables sur un site dédié publié par Météo-France en novembre 2022.
| Mois                                  | jan.             | fév.           | mars             | avril            | mai             | juin           | jui.           | août           | sep.          | oct.            | nov.         | déc.             | année      |
| ------------------------------------- | ---------------- | -------------- | ---------------- | ---------------- | --------------- | -------------- | -------------- | -------------- | ------------- | --------------- | ------------ | ---------------- | ---------- |
| Température minimale moyenne (°C)     | 1,2              | 0,9            | 2,8              | 4,6              | 8               | 11             | 12,9           | 12,9           | 9,9           | 7,4             | 4            | 1,7              | 6,4        |
| Température moyenne (°C)              | 4,1              | 4,6            | 7,6              | 10,3             | 13,8            | 17,1           | 19,4           | 19,4           | 15,9          | 11,9            | 7,4          | 4,5              | 11,3       |
| Température maximale moyenne (°C)     | 7                | 8,3            | 12,5             | 16,1             | 19,7            | 23,1           | 25,9           | 26             | 21,8          | 16,4            | 10,7         | 7,4              | 16,2       |
| Record de froid (°C) date du record   | −19,4 17.01.1985 | −15,3 07.02.12 | −11,2 07.03.1971 | −10,1 08.04.1958 | −1,2 03.05.1967 | 0,6 05.06.1991 | 4,6 04.07.1984 | 3,7 31.08.1986 | 1 19.09.1977  | −4,6 30.10.1985 | −12 30.11.10 | −13,6 29.12.1964 | −19,4 1985 |
| Record de chaleur (°C) date du record | 15,8 27.01.03    | 21 27.02.19    | 26 31.03.21      | 29,5 20.04.18    | 32,3 07.05.1976 | 37 29.06.19    | 42,9 25.07.19  | 40,3 12.08.03  | 35,4 09.09.23 | 30,1 01.10.1985 | 21 07.11.15  | 17,5 09.12.1961  | 42,9 2019  |
| Précipitations (mm)                   | 52,2             | 47,6           | 47,9             | 46,2             | 64              | 57,1           | 53             | 50,9           | 49,1          | 60,8            | 60,4         | 66,3             | 655,5      |

## Urbanisme

### Typologie

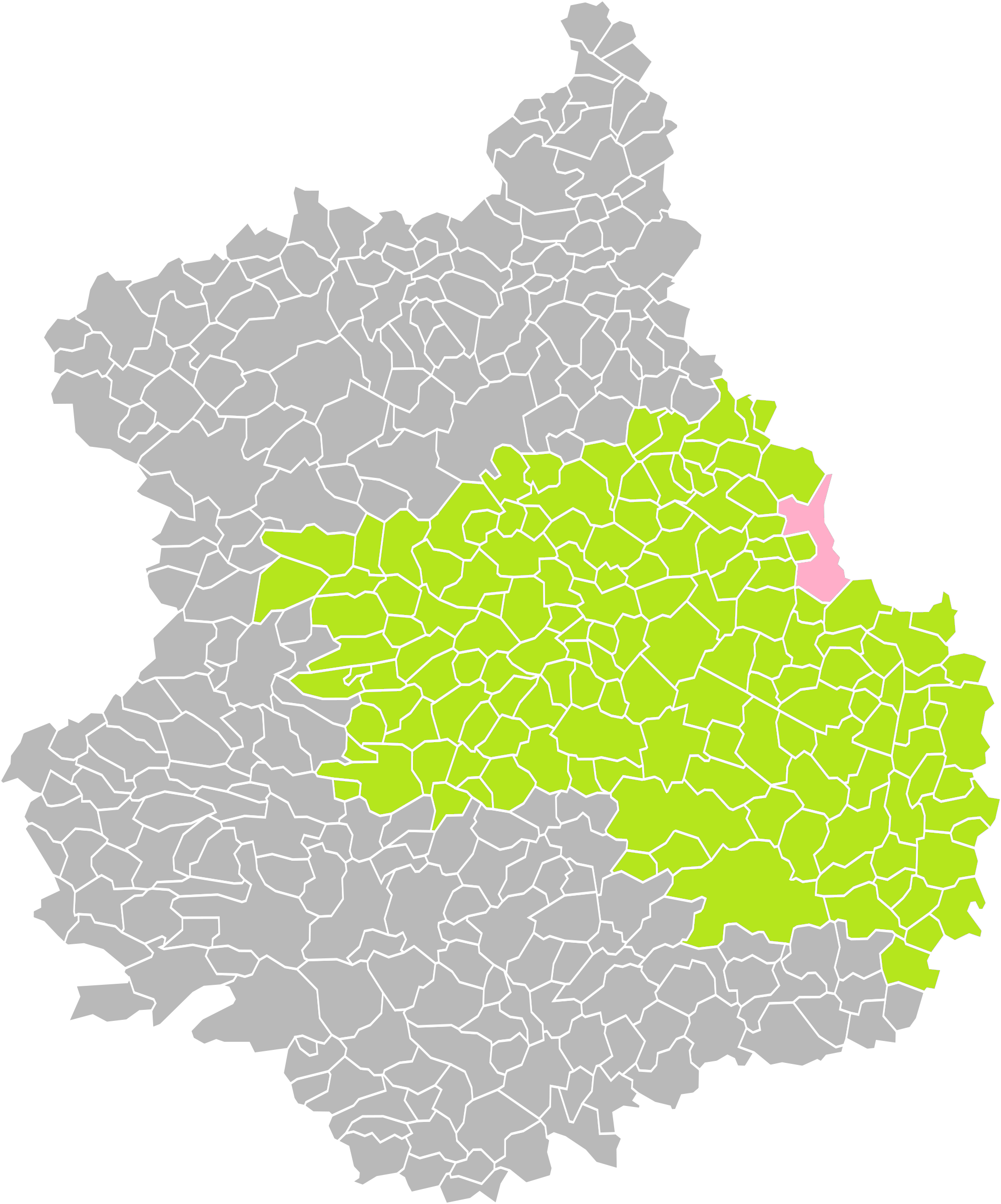
Position d'Auneau-Bleury-Saint-Symphorien (en rose) dans l'arrondissement de Chartres (en vert) du département d'Eure-et-Loir (grisé).

Au 1er janvier 2024, Auneau-Bleury-Saint-Symphorien est catégorisée bourg rural, selon la nouvelle grille communale de densité à 7 niveaux définie par l'Insee en 2022.
Elle appartient à l'unité urbaine d'Auneau-Bleury-Saint-Symphorien, une unité urbaine monocommunale constituant une ville isolée,. Par ailleurs la commune fait partie de l'aire d'attraction de Paris, dont elle est une commune de la couronne,.

### Risques majeurs
Le territoire de la commune d'Auneau-Bleury-Saint-Symphorien est vulnérable à différents aléas naturels : météorologiques (tempête, orage, neige, grand froid, canicule ou sécheresse), inondations, mouvements de terrains et séisme (sismicité très faible). Il est également exposé à deux risques technologiques, le transport de matières dangereuses et  le risque industriel. Un site publié par le BRGM permet d'évaluer simplement et rapidement les risques d'un bien localisé soit par son adresse soit par le numéro de sa parcelle.

#### Risques naturels
Certaines parties du territoire communal sont susceptibles d’être affectées par le risque d’inondation par débordement de cours d'eau et par ruissellement et coulée de boue, notamment la Voise, la Rémarde et l'Aunay. La commune a été reconnue en état de catastrophe naturelle au titre des dommages causés par les inondations et coulées de boue survenues en 1983, 1987, 1993, 1999, 2016 et 2021,.

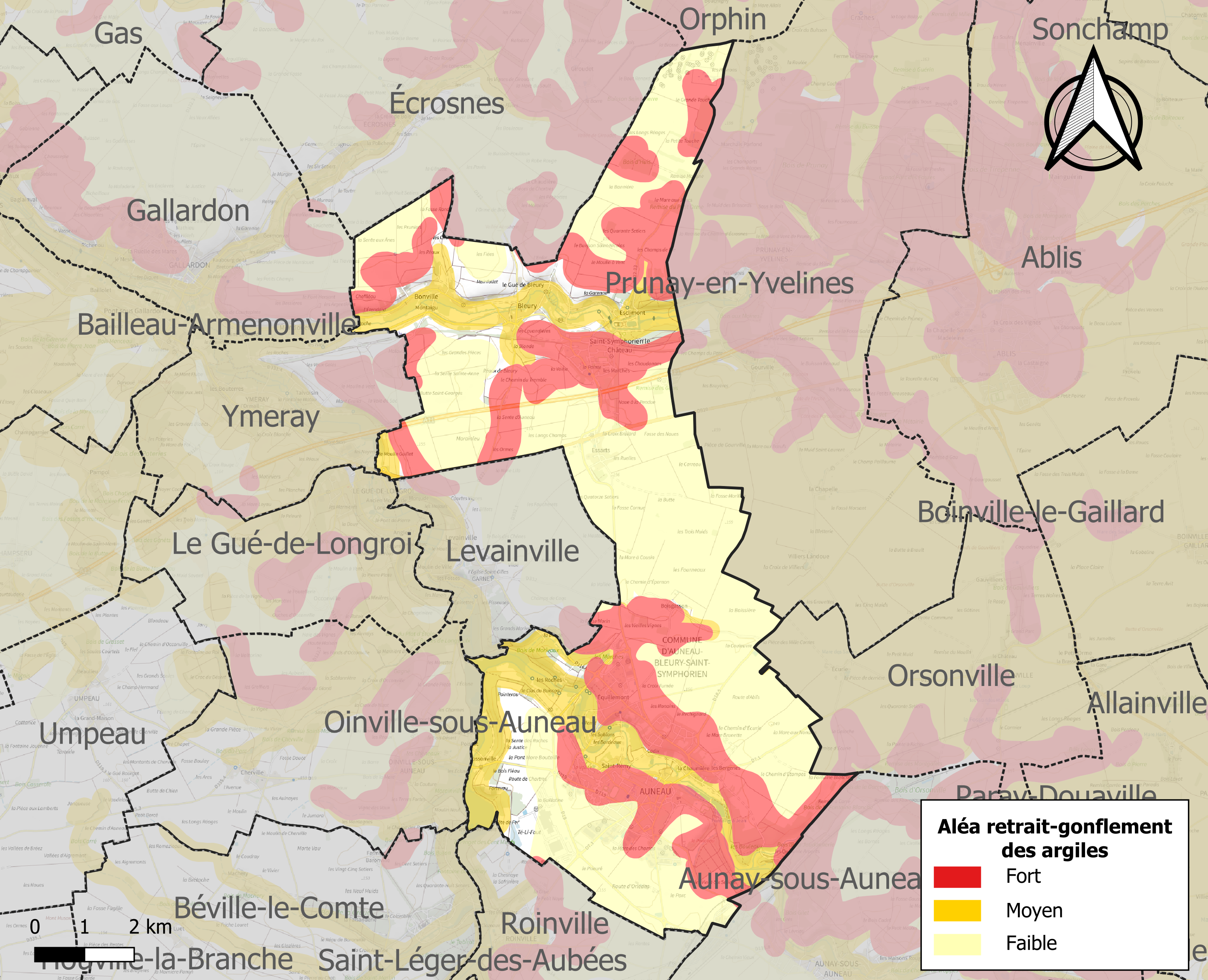
Carte des zones d'aléa retrait-gonflement des sols argileux d'Auneau-Bleury-Saint-Symphorien.

Les mouvements de terrains susceptibles de se produire sur la commune sont des mouvements de sols liés à la présence d'argile, des affaissements et effondrements liés aux cavités souterraines (hors mines) et des effondrements généralisés. L'inventaire national des cavités souterraines permet de localiser celles situées sur la commune.
Le retrait-gonflement des sols argileux est susceptible d'engendrer des dommages importants aux bâtiments en cas d’alternance de périodes de sécheresse et de pluie. 48,2 % de la superficie communale est en aléa moyen ou fort (52,8 % au niveau départemental et 48,5 % au niveau national). Sur les 1 894 bâtiments dénombrés sur la commune en 2019, 1617 sont en aléa moyen ou fort, soit 85 %, à comparer aux 70 % au niveau départemental et 54 % au niveau national. Une cartographie de l'exposition du territoire national au retrait gonflement des sols argileux est disponible sur le site du BRGM,.
Concernant les mouvements de terrains, la commune a été reconnue en état de catastrophe naturelle au titre des dommages causés par la sécheresse en 2018 et par des mouvements de terrain en 1999.

#### Risques technologiques
La commune est exposée au risque industriel du fait de la présence sur son territoire d'une entreprise soumise à la directive européenne SEVESO.
Le risque de transport de matières dangereuses sur la commune est lié à sa traversée par des infrastructures routières ou ferroviaires importantes ou la présence d'une canalisation de transport d'hydrocarbures. Un accident se produisant sur de telles infrastructures est en effet susceptible d’avoir des effets graves au bâti ou aux personnes jusqu’à 350 m, selon la nature du matériau transporté. Des dispositions d’urbanisme peuvent être préconisées en conséquence.

## Toponymie
Il convient de se reporter aux articles de toponymie des ancienne communes d'Auneau et de Saint-Symphorien-le-Château.

## Histoire
La commune nouvelle d'Auneau-Bleury-Saint-Symphorien est née de la fusion le 1er janvier 2016 de deux anciennes communes devenues communes déléguées, Auneau et Bleury-Saint-Symphorien.
Bleury-Saint-Symphorien était elle-même issue d'une commune nouvelle, née de la fusion en 2012 des communes de Bleury et Saint-Symphorien-le-Château, qui ne s'étaient pas constituées comme communes déléguées lors de cette première fusion.
Toutefois, les deux communes déléguées créées en 2016 étaient auparavant des communes membres de deux établissement public de coopération intercommunale à fiscalité propre distincts, ce qui n'est plus possible avec la nouvelle commune. Transitoirement, la commune nouvelle adhère aux deux mais dispose d'un mois à compter du jour de sa création pour décider de laquelle elle se retirera et décider des transferts et répartition d'actifs et passifs et de compétences nécessaires, en concertation avec les deux EPCI.
De même, la commune nouvelle adhère à tous les autres EPCI et syndicats intercommunaux ou syndicats mixtes dont l'une ou l'autre des deux anciennes communes étaient membres à la fin de 2015 (dans le cas où un syndicat intercommunal ne liait que ces deux seules communes déléguées, ce syndicat est dissous et ses compétences transférées à la commune nouvelle).
Le 1er janvier 2017, la fusion des communautés de communes des Quatre Vallées, du Val Drouette, des Terrasses et Vallées de Maintenon, du Val de Voise et de la Beauce alnéloise entraine l'adhésion de la commune à la communauté de communes des Portes Euréliennes d'Île-de-France.

## Politique et administration

### Exécutif municipal
Jusqu'aux prochaines élections municipales de 2020, le conseil municipal de la nouvelle commune est constitué de l'ensemble des conseillers municipaux des anciennes communes.
| Nom                     | Code Insee | Intercommunalité    | Superficie (km2) | Population (dernière pop. légale) | Densité (hab./km2) |
| ----------------------- | ---------- | ------------------- | ---------------- | --------------------------------- | ------------------ |
| Auneau (siège)          | 28015      | CC Beauce Alnéloise | 17,05            | 4 223 (2013)                      | 248                |
| Bleury-Saint-Symphorien | 28361      | CC du Val de Voise  | 17,24            | 1 301 (2013)                      | 75                 |

### Tendances politiques et résultats
Lors du second tour des élections municipales de 2020 en Eure-et-Loir, où le maire sortant Michel Scicluna ne se présentait pas, la liste DVD menée par Jean-Luc Ducerf  obtient la majorité des suffrages exprimés avec 810 voix (45,22 %, 	24 conseillers municipaux élus dont 	6 communautaires) , devançant les listes menées respectivement par : 

- Stéphane Lemoine 	(DVD, 645 voix, 36,01 %, 6 conseillers municipaux élus dont 1 communautaire) ;

- Catherine Aubijoux (DVD, 336 voix, 18,76 %, 	3 conseillers municipaux élus).

Lors de ce scrutin marqué par la pandémie de Covid-19 en France, 49,51 % des électeurs se sont abstenus.

### Liste des maires
| Période       | Période                         | Identité        | Étiquette | Qualité                                                                               |
| ------------- | ------------------------------- | --------------- | --------- | ------------------------------------------------------------------------------------- |
| janvier 2016  | juillet 2020                    | Michel Scicluna | LR        | Cadre supérieur (secteur privé) Maire d'Auneau (2003 → 2015)                          |
| juillet 2020, | En cours (au 29 septembre 2021) | Jean-Luc Ducerf | DVD       | Ancien cadre Vice-président de la CC des Portes Euréliennes d'Île-de-France (2020 → ) |

## Population et société

### Démographie
L'évolution du nombre d'habitants est connue à travers les recensements de la population effectués dans la commune depuis sa création.

En 2022, la commune comptait 6 354 habitants, en évolution de +9,4 % par rapport à 2016 (Eure-et-Loir : −0,23 %, France hors Mayotte : +2,11 %).
| 2014  | 2015  | 2016  | 2017  | 2022  |
| ----- | ----- | ----- | ----- | ----- |
| 5 543 | 5 699 | 5 808 | 5 916 | 6 354 |

## Économie
Il convient de se reporter aux articles consacrés aux anciennes communes fusionnées.

## Culture locale et patrimoine

### Lieux et monuments
Il convient de se reporter aux articles consacrés aux anciennes communes fusionnées.

#### Auneau

##### Tour d'Auneau
Inscrit MH (1927).

##### Église Saint-Rémy d'Auneau
Inscrit MH (1967) : voir église Saint-Rémy d'Auneau

##### Église Saint-Étienne d'Auneau
Voir église Saint-Étienne d'Auneau

##### Autres lieux et monuments
- Hôtel des postes, réalisé en 1965-1968 sous la conduite de l'architecte Pierre Forestier.

Lieux et monuments d'Auneau
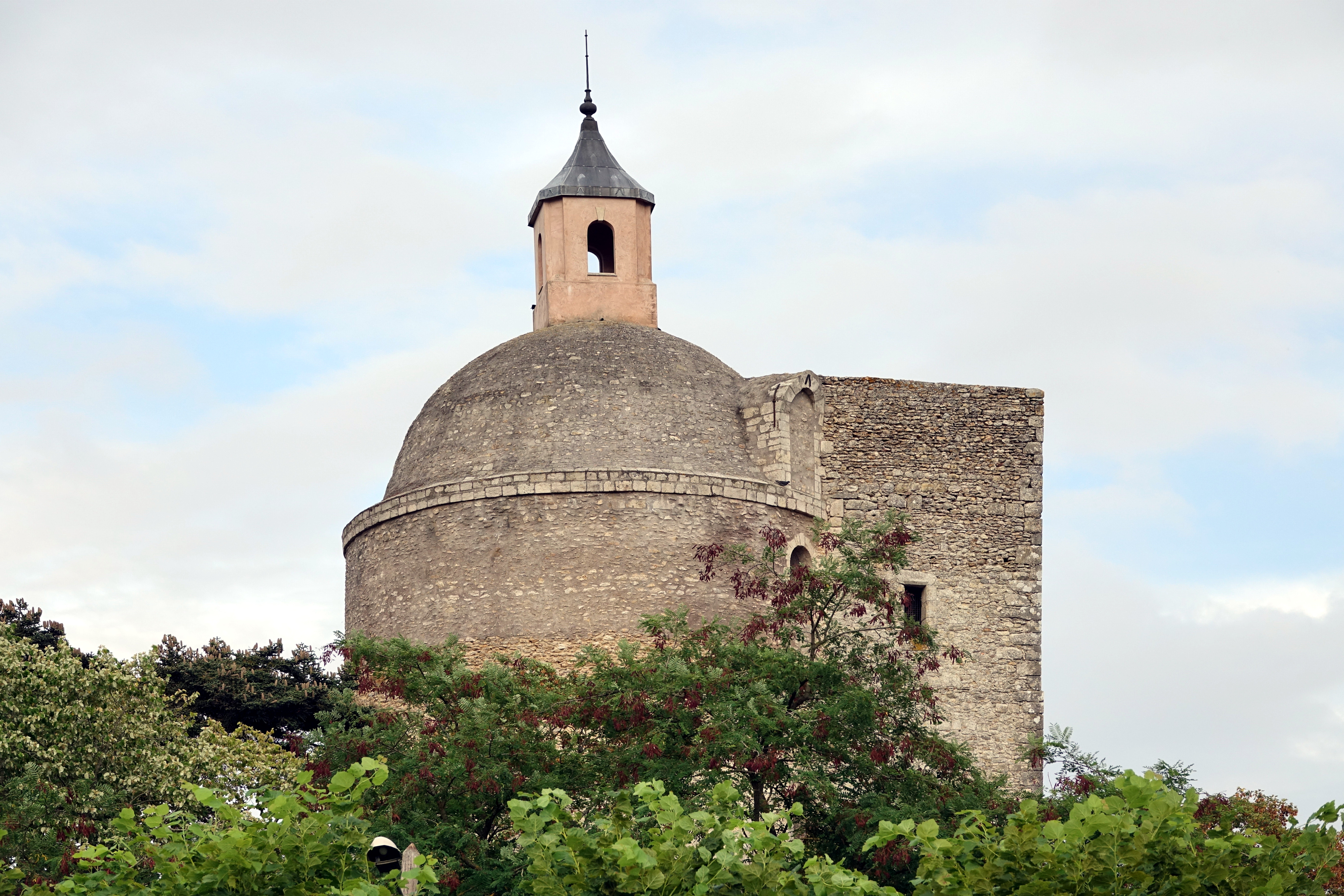
La tour d'Auneau.
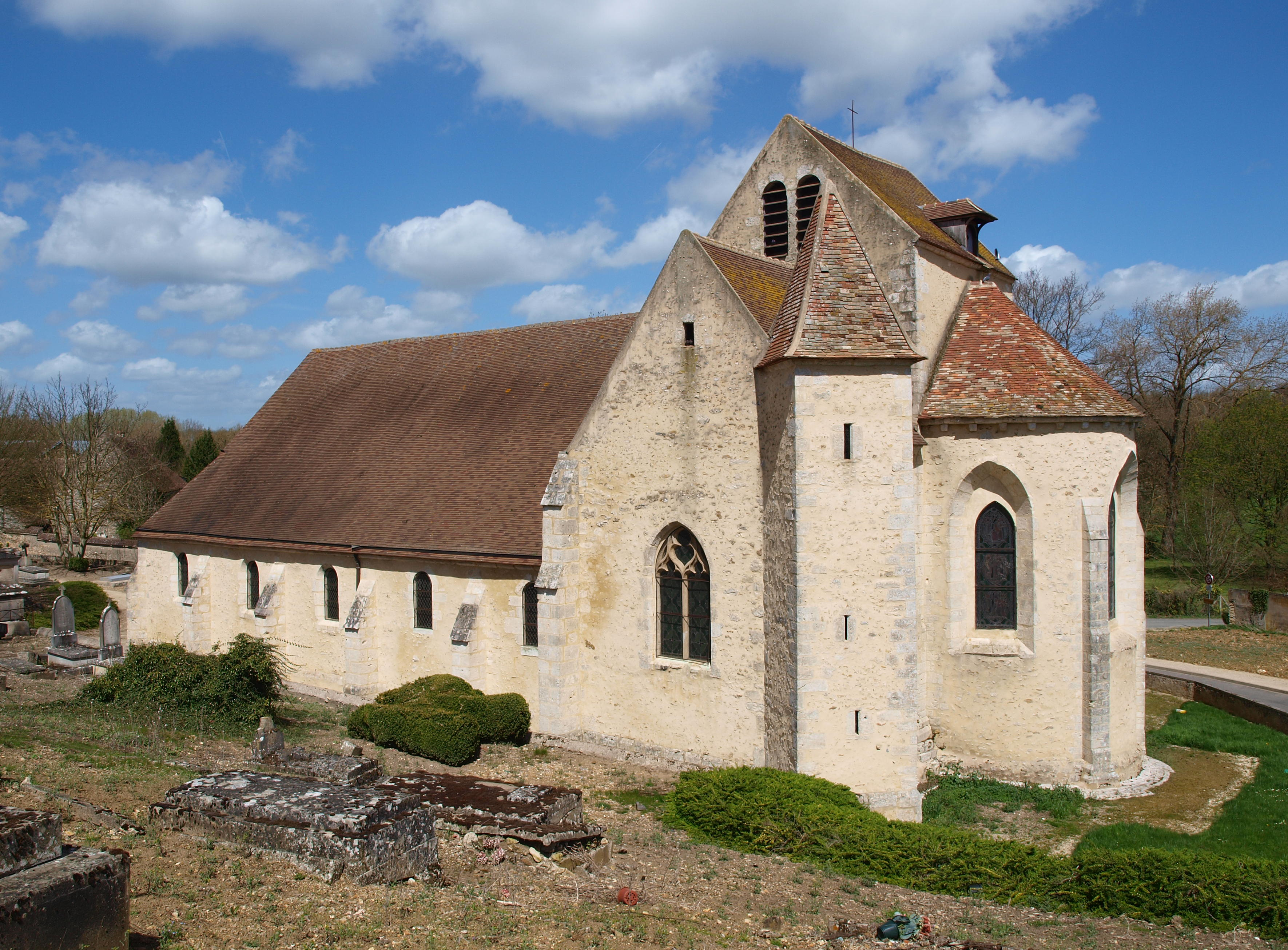
Église Saint-Rémy d'Auneau.
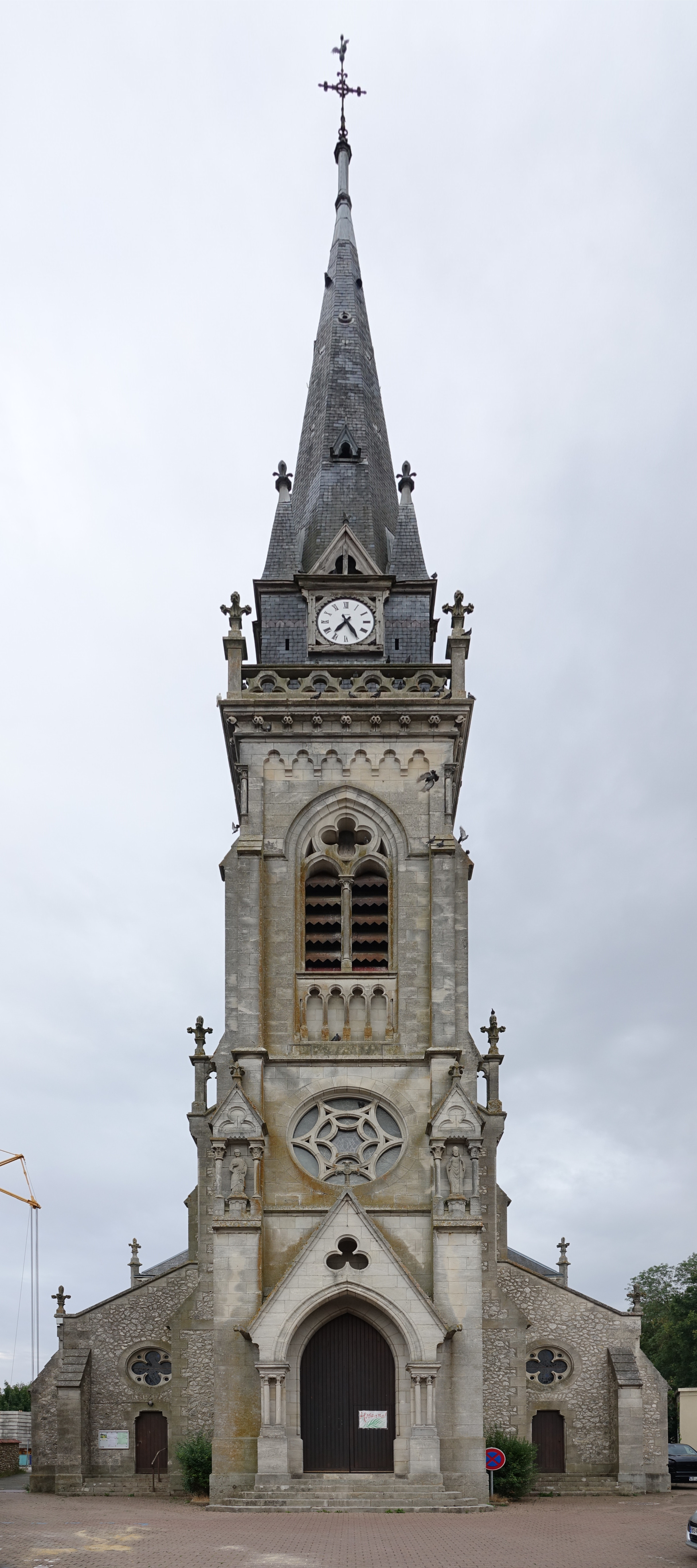
Église Saint-Étienne.
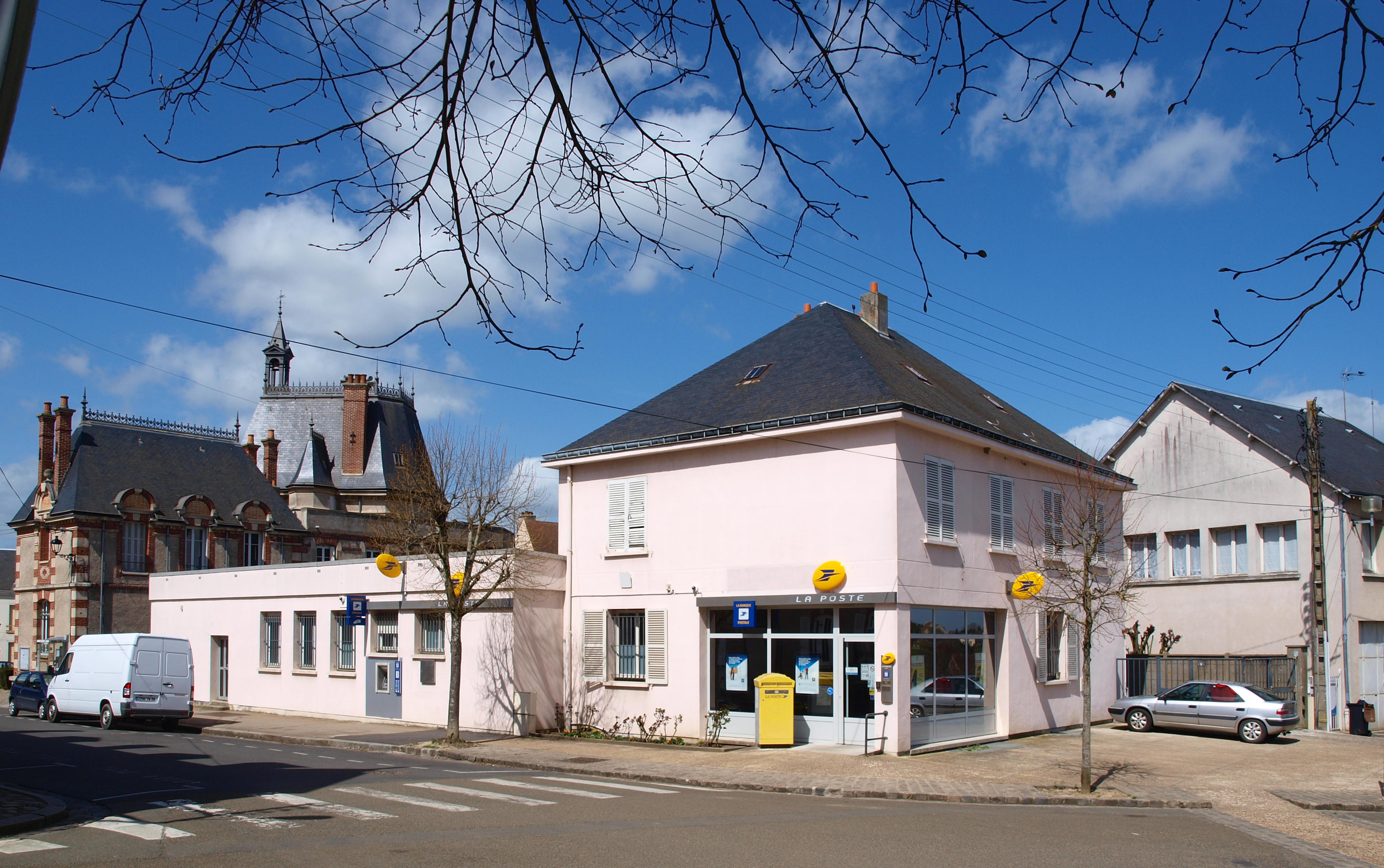
Hôtel des postes, architecte Pierre Forestier, 1965-1968.

#### Château d'Esclimont de Saint-Symphorien-le-Château

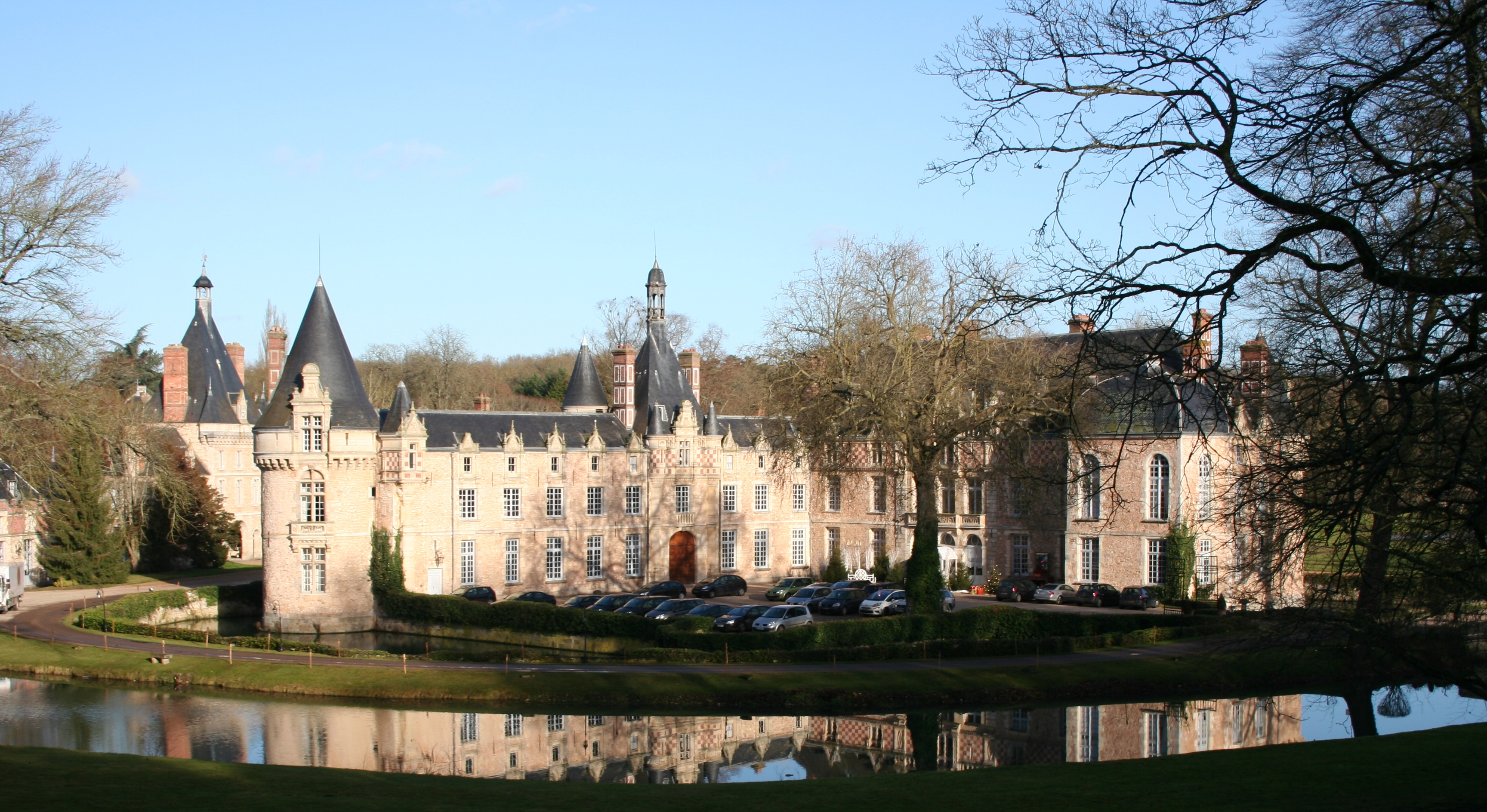
Le château d'Esclimont.

#### Église Saint-Martin deBleury

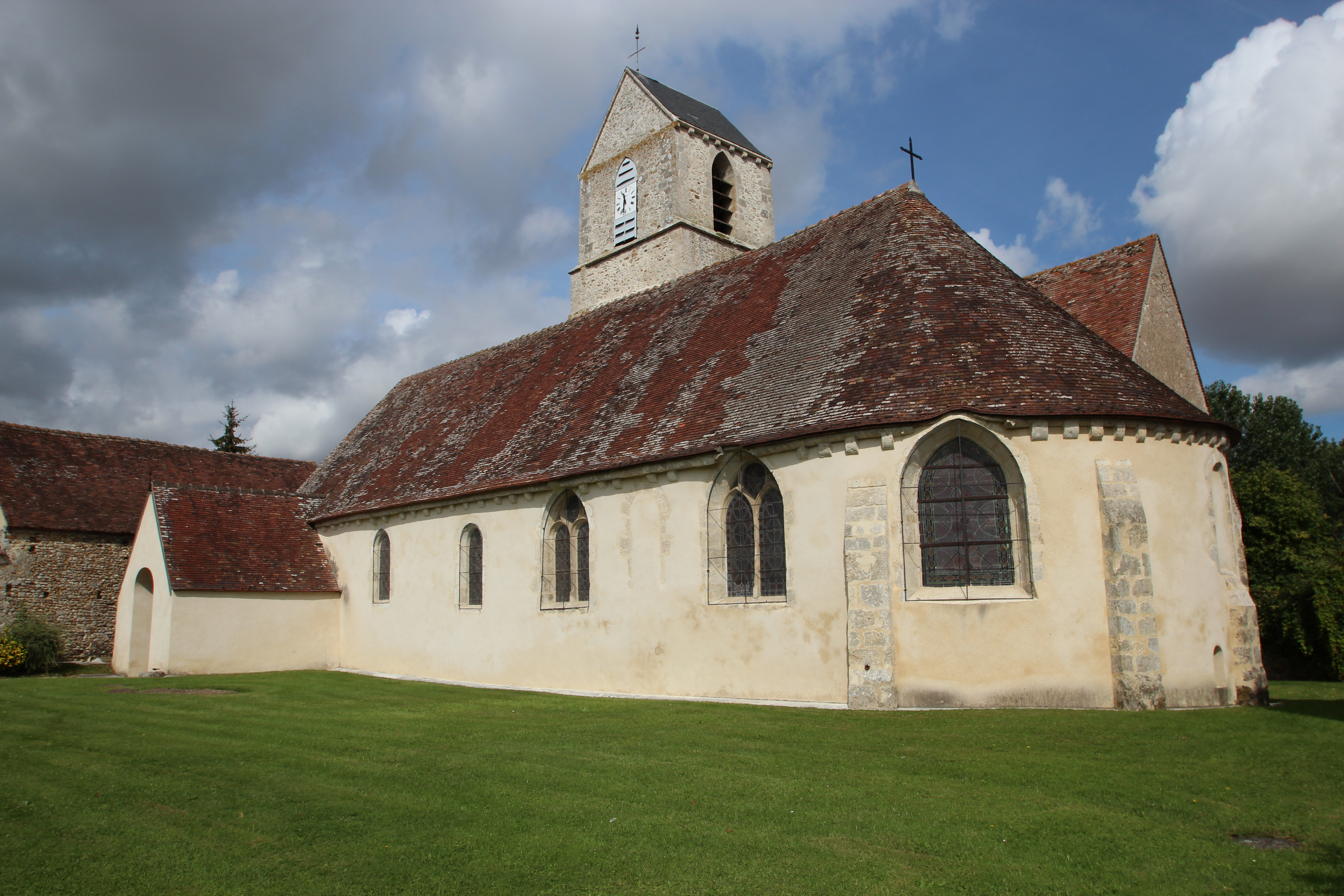
L'église Saint-Martin de Bleury.

Inscrit MH (2007).

### Héraldique
| Blason de Auneau-Bleury-Saint-Symphorien | Blason  | Écartelé : au 1er d'azur à trois gerbes de blé d'or, au 2e d'or à cinq cotices de gueules, au 3e d'argent à la bande de gueules, au 4e de gueules à trois besants d'argent chargé chacun d'une charrue de sable. |
| Blason de Auneau-Bleury-Saint-Symphorien | Détails | Confirmé par le Conseil français d'héraldique le 23 avril 2016. |